# Лебедеєва Емілія Ісаківна
Емілія Ісаківна Лебедева, до шлюбу Сиказан (27 травня 1924, Армянськ — 25 квітня 2015, Сімферополь) — караїмська громадська діячка, караїмознавиця, педагогиня і краєзнавиця.

## Життєпис
Народилася 27 грудня 1924 року в Армянську в караїмській сім'ї. Батько — Ісаак Маркович Сиказан (1897—1972), випускник Олександрівського караїмського духовного училища, викладач (з вересня 1918 року) давньоєврейської мови при євпаторійському караїмському мідраші, ветеран німецько-радянської війни, працював у сільському господарстві. Мати — Віра Яківна, до шлюбу Круглевич (1898—1975), сестра караїмознавця Іллі Неймана (Круглевича), за освітою лікарка (закінчила 5 курсів Одеського медінституту), працювала бухгалтеркою.
У 1941 році закінчила 9 класів. Через початок війни в школі розгорнули прифронтовий госпіталь, де Емілія працювала санітаркою та кур'єркою. Разом з матір'ю і братом евакуювалася спочатку на Кавказ, а потім в Туркменістан. Працювала на бавовняних полях, опанувала розмовну туркменську мову. Після закінчення війни сім'я Сіказанів оселилася в с. Воїнка Красноперекопського району, оскільки Армянськ знищили під час бойових дій. У 1948 році закінчила історико-філологічний факультет Кримського педагогічного інституту імені М. В. Фрунзе. Спочатку працювала в сільській школі. У 1955 році перевелася до Сімферополя в залізничну школу № 35, а потім в вечірню школу. Викладала історію і суспільствознавство.
Будучи громадянкою України, у 2000 році незаконно отримала громадянство Російської Федерації.
Померла 25 квітня 2015 року в окупованому Сімферополі.

### Сім'я
Чоловік — Микола Петрович Лебедєв (? — 1974), ветеран Радянської-німецької війни.
- Син — В'ячеслав Миколайович Лебедєв (нар. 1951 Синельникове), журналіст і громадський діяч, речник Президента Республіки Крим Ю. А. Мєшкова в 1994—1995 роках, колишній голова сімферопольської караїмської релігійної громади «Карайлар» і сімферопольського національно-культурного караїмського товариства «Карайлар». Громадянин Російської Федерації з 2000 року[8];
- Дочка — Віра Миколаєва Лебедєва (у шлюбі Зискіна)[9].

Молодший брат — Марк Ісакович Сіказан (1929—2014), інженер-кораблебудівник, жив і працював у Миколаєві, ряд років очолював місцеве караїмське товариство й обласне товариство захисту прав споживачів.

## Караїмство
Після виходу в 1982 році на пенсію займалася дослідженнями з питань караїмської історії та культури. У 1992 році накладом 30 тисяч примірників опублікувала кулінарну книгу «Рецепти караїмської кухні», рецензентом якої виступив Ю. А. Полканов. На основі роботи з архівними фондом Таврійського й Одеського караїмського духовного правління написала кілька книг, серед яких: «Нариси з історії кримських караїмів-тюрків», «Приклад для потомства», «Кримська війна і караїми». Співпрацювала з Міжнародним інститутом кримських караїмів (США), очолюваним професором В. І. Кефелі, в співавторстві з яким випустила книгу «Караїми — древній народ Криму». У 3-му томі Караїмської народної енциклопедії вміщено її стаття «Прізвища та імена караїмів». Ряд досліджень присвячено історії створення й діяльності Таврійського й Одеського караїмського духовного правління, участі караїмів у Першій світовій війні й біографії газзана С. А. Бейма. У 2005 році разом з сином В'ячеславом Лебедєвим підготувала до друку друге видання «Російсько-караїмського словника» одеського караїма Б. З. Леві. У 2006 році під редакцією Є. І. та В. Н. Лебедєвих вийшла книга В. С. Тонгура «Фронтовий щоденник (1941—1945)».

### Критика
На думку історикині Тетяни Щеголевої, у своїх роботах Емілія Лебедєва дотримувалася «менш радикальної позиції щодо історії караїмів, ніж Ю. А. Полканов і М. С. Сарач, проте, однозначно вважаючи караїмів народом тюркського походження».
Голова петербурзького караїмського товариства Ромуальд Айваз вважав, що автори книги «Караїми — древній народ Криму» «не визначили чітко свої позиції з основного питання караїмознавства».
Високо оцінює праці Є. І. Лебедєвої теолог і культуролог Дмитро Щедровицький:
|                                          | Всі дослідження автора засновані на достовірних фактах, оскільки написання книг передують періоди напруженої роботи в архівах, а також збирання живих свідчень про минуле. Приваблює і широта, масштабність підходу автора до описуваного: факти завжди представлені на тлі загальнонаціональної караїмської, а часом і світової історії. |
| — Д. В. Щедровицький. «Феномен караїмів» | |

Як відзначають історики Дмитро Прохоров й Олег Білий, книга «Нариси з історії кримських караїмів-тюрків» «грішить неточностями, допущеними при викладі матеріалу: в ряді випадків науково-довідковий апарат вимагає серйозного коригування (зокрема, неточні наведені Є. І. Лебедевої посилання на деякі архівні справи; спотворено зміст ряду документів і т. ін.)».

## Нагороди й премії
- Медаль «Ветеран праці»[5]
- Медаль «За доблесну працю у Великій Вітчизняній війні 1941—1945 рр.» (1996)[22]
- Дев'ять ювілейних медалей[5]
- Премія Асоціації національних товариств і громад народів Криму й Кримського республіканського фонду культури (27 вересня 2000) — за внесок у розвиток багатонаціональної культури[14]

### Книги
- Рецепты караимской кухни. — Симферополь: Редотдел крымского комитета по печати, 1992. — 272 с. — ISBN 5-7707-2620-2
- Очерки по истории крымских караимов-тюрков. — Симферополь, 2000. — 116 с.
- Пример для потомства. — Симферополь, 2002. — 107 с. — ISBN 966-7348-07-5[12]
- Караимы — древний народ Крыма / В. И. Кефели, Э. И. Лебедева. — Симферополь, 2003. — 135 с.
- Свадьбы. — Симферополь, 2003. — 72 с. — ISBN 966-522-177-10
- Крымская война и караимы. — Симферополь, 2004. — 79 с. — ISBN 966-7348-21-0
- Кулинарное искусство народов Крыма. — Симферополь, 2004. — 483 с. — ISBN 966-7348-15-6

### Статті
- Московский предприниматель, благотворитель и меценат И. Д. Пигит // Караимы и Москва. — М.: Издательство Межрегиональный центр отраслевой информатики Госатомнадзора России, 1997. — С. 26—28.
- Фамилии и имена караимов. — М., 1997. — Т. 3. — 237—274 с. — (Караимская народная энциклопедия) — ISBN 5-201-14258-3.
- Участие караимов в Крымской войне 1853—1856 гг. // Научно-практическая конференция, посвящённая 145-летию окончания первой героической обороны Севастополя. — Симферополь: Таврия-Плюс, 2001. — С. 85—95.
- Московские караимы в Российской империи // Москва — Крым. Историко-публицистический альманах. — М., 2001. — Вып. 3. — С. 283—300.
- Московские караимы в Российской империи (окончание) // Москва — Крым. Историко-публицистический альманах. — М., 2002. — Вып. 4. — С. 302—312.
- Российские караимы в Первую мировую войну (период 1914—1916 гг.) // Karaj kiuńlari. Dzedzictwo Narodu Karaimskiego we Współczesnej Europie. — Wrocław: Bitik, 2004. — s. 270—278. — ISBN 83-920068-0-1.
- Русско-караимский словарь: крымский диалект : 8120 слов / сост. Б. З. Леви // 2-е изд., доп. — Симферополь : ЧП «Эльиньо», 2005. — С. 120—123. — (Караимское наследие).
- Караимская диаспора в Харбине // Международная конференция к юбилею 610-летия поселения татар и караимов в Великом княжестве Литовском. — Вильнюс, 2007.